# Ergopower

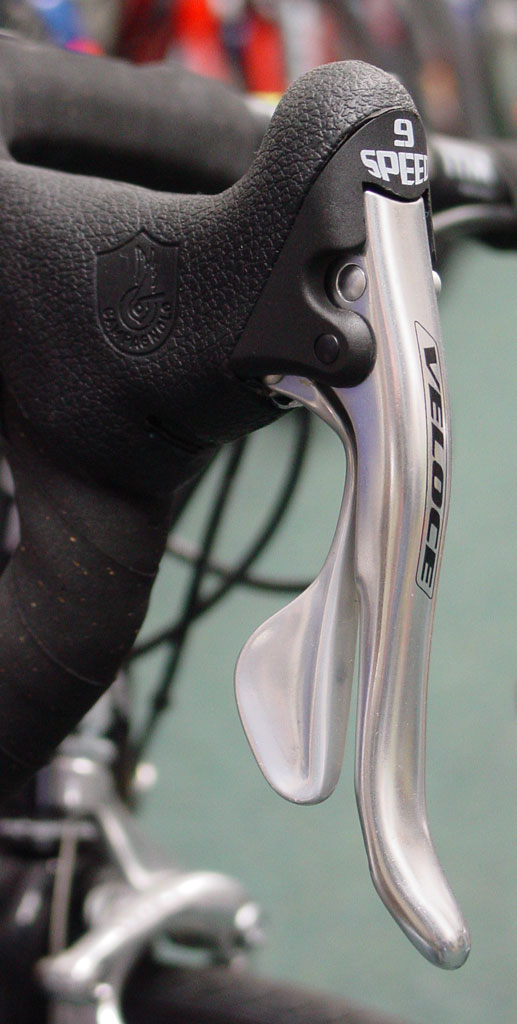
Foto della leva cambio e freno integrata

Il termine di Ergopower è riferito ad un sistema di comandi del cambio integrati sulle leve dei freni delle bici da corsa brevettato dalla ditta vicentina Campagnolo.

## Descrizione
Introdotto negli anni 90, l'Ergopower permette di cambiare il rapporto non più agendo sui manettini fissati sul tubo obliquo del telaio, ma in maniera ben più agevole utilizzando due appositi comandi in prossimità delle leve dei freni, senza togliere le mani dal manubrio.
Per passare a una corona più grande si opera sulla levetta dietro la leva del freno anteriore, mentre per passare ad una più piccola c'è un apposito pulsante o leva di dimensioni ridotte sulla parte interna del comando del freno sempre anteriore. Per i pignoni le leve utilizzate sono quelle del freno posteriore, con funzioni invertite. 
Diversamente dall'analogo sistema prodotto dalla giapponese Shimano, l'Ergopower permette di scalare anche più pignoni con un solo movimento. Vi è inoltre una maggior semplicità del meccanismo stesso, per facilitarne la manutenzione ed eventuali riparazioni, anche se lo Shimano utilizza una sola leva per l'azionamento di un gruppo di ruote dentate e non due leve.
La politica aziendale di Campagnolo ha portato alla realizzazione dei comandi stessi in materiali sempre più pregiati e ricercati, passando dalla plastica dei gruppi di gamma inferiore, al metallo fino alla fibra di carbonio per quelli di fascia più elevata.
Altre caratteristiche degli Ergopower sono la possibilità di controllare sia due che tre corone anteriori con lo stesso comando, senza dover cambiarlo in caso di passaggio da guarnitura tripla a doppia o viceversa; inoltre i cavi della trasmissione vengono fatti passare al di sotto del nastro manubrio.